# Claude Itzykson
Claude Georges Itzykson (Paris, 11 de abril de 1938 — 22 de maio de 1995) foi um físico teórico francês. Trabalhou com teoria quântica de campos e mecânica estatística.

## Vida e obra
Itzykson teve seu pai morto em um campo de concentração nazista. Cresceu em um internato de crianças judias em Maisons-Laffitte. Frequentou o Lycée Condorcet e estudou a partir de 1957 na École Polytechnique e depois a École des Mines in Paris, onde obteve um doutorado. 
Em 1972 recebeu o Prêmio Paul Langevin e em 1995 recebeu o Prêmio Ampère

## Publicações
- Scientific publications of Claude Itzykson on INSPIRE-HEP